# Scaphirhynchus platorynchus
Scaphirhynchus platorynchus Rafinesque, 1820, noto in italiano come storione naso a pala, è un pesce d'acqua dolce della famiglia Acipenseridae.

## Distribuzione e habitat[2]
Questa specie si trova lungo tutto il corso dei fiumi Mississippi e Missouri e in vaste porzioni dei loro maggiori affluenti.
La specie di Scaphirhynchus, precedentemente indicata come storione naso a pala nei sistemi di drenaggio della baia di Mobile in Alabama da Smith-Vaniz nel 1968, è stata riclassificata da Williams and Clemmer nel 1991 con storione dell'Alabama (Scaphirhynchus suttkusi).
L'unica popolazione nota e confermata di storione naso a pala in Alabama, in una porzione del fiume Tennessee pare essere ora estinta. Una distinta sottopopolazione si trovava un tempo nel Rio Grande, Nuovo Messico, ma un solo esemplare di questa sottopopolazione è ad ora noto.

## Conservazione[7]
L'alterazione dei grandi fiumi con la costruzione di chiuse e dighe per la navigazione ha contribuito sensibilmente al declino di questa specie impedendogli l'accesso alle aree riproduttive. inoltre, molti degli habitat originari dello storione naso a pala sono stati alterati dallo sviluppo di progetti di impiego di risorse idriche per l'irrigazione, la fornitura d'acqua e la produzione di elettricità.
Seppure le uova di storione naso a pala sono utilizzate come un caviale accettabile, l'eccessivo sfruttamento di esso non risulta ancora essere uno dei problemi principali per questa specie, forse per le sue ridotte dimensioni rispetto a Acipenser fulvescens e Scaphirhynchus albus, le altre due specie di storione presenti nel medesimo areale. Lo storione naso a pala è ancora localmente abbondante in alcune aree dove l'habitat rimane ancora pressoché inalterato.